# Jeweetwel
Jeweetwel, je-weet-wel of je weet wel is een manier om een persoon, verschijnsel of eigenschap aan te duiden zonder de naam uit te spreken. Dit kan zijn omdat die naam zijn invloed of aanwezigheid zou kunnen oproepen, of omdat het expliciet noemen cultureel taboe of anderszins ongewenst is. In dit geval is er sprake van een eufemistisch gebruik van de term. Men kan de term ook gebruiken als men de naam vergeten is, of als de naam niet ter zake doet. In dat geval wordt jeweetwel gebruikt als pantoniem.
In de Harry Potterboeken wordt met Jeweetwel Heer Voldemort aangeduid. De oorspronkelijke Engelse benaming is 'You-Know-Who'.
In het Nederlandse taalgebied is de term ook erg bekend van de De Rode Kater uit de strip Jan, Jans en de kinderen. Daarin slaat de term op het feit dat de kater gecastreerd is.